# Аудру (посёлок)
А́удру (эст. Audru) — посёлок в уезде Пярнумаа, Эстония. До административно-территориальной реформы 2017 года был административным центром волости Аудру (упразднена), затем вошёл в состав муниципалитета Пярну. В 2021 году в посёлке проживали 1480 человек.

## География и описание
Расположен в устье реки Аудру, в 6 км к северо-западу от Пярну на берегу Балтийского моря. Высота над уровнем моря — 22 метра
Климат умеренный. Официальный язык — эстонский. Почтовый индекс — 86602.

## Население
По данным переписи населения 2021 года, в Аудру насчитывалось 1480 жителей, из них 1406 (95,0 %) — эстонцы.
По данным переписи населения 2011 года, в посёлке проживали 1492 человека, из них 1420 (95,2 %) — эстонцы.
Численность населения посёлка Аудру по данным переписей населения:
| Год  | 1959 | 1970  | 1979   | 1989   | 2000   | 2011   | 2021   |
| ---- | ---- | ----- | ------ | ------ | ------ | ------ | ------ |
| Чел. | 426  | ↗ 579 | ↗ 1090 | ↗ 1240 | ↗ 1460 | ↗ 1492 | ↘ 1480 |

## История
Современный посёлок Аудру охватывает центральные земли бывшей мызы Аудерн (нем. Audern, Аудру, эст. Audru mõis), бывшую деревню Аудру (эст. Audru küla), бывшее поселение Аудру  (эст. Audru asundus) и окрестности церкви Аудру (эст. Audru kirik).
Созданная в средние века мыза Аудерн (первое упоминание — 1449 год) была центром Аудернского ведомства Эзель-Викского епископства. В 1661 году в Аудерне скончались шведский фельдмаршал Йоган Банер (швед. Johan Banér) и вдова Эстляндского губернатора Эстонии Генриха фон Турна (швед. Heinrich von Thurn) Йоганна Маргарета Баденская (швед. Johanna Margaretha (Baden)) (1623–1661), которая была дочерью маркграфа Баден-Дурлаха Фридриха V (1594–1659) и его первой жены Барбары Вюртембергской (1593–1627), внучкой герцога Вюртембергского Фридриха I (1557–1608).
В советское время (с 1959 года) и до декабря 2007 года в Аудру работала крупнейшая в мире звероферма по разведению чернобурой лисицы. 

## Инфраструктура
В Аудру есть основная школа и лютеранская церковь Иоанна Крестителя ( XVII века).
На территории посёлка расположено кладбище Аудру, внесённое в Государственный регистр памятников культуры Эстонии ().

## Галерея
- Дорожный знак Аудру с логотипом зверофермы
- Автобусная остановка школы Аудру
- У берега моря в Аудру
- Магазин в бывшем складе мызы Аудерн (Аудру) (фото 2011 года)
- Водохранилище Пылдеотса в Аудру
- Памятник Эстонской освободительной войне на кладбище Аудру
- Главное здание бывшей мызы Аудерн (Аудру) в 2023 году